# Góbi medve
A góbi medve - mongol nevén Mazaalai (Мазаалай) - (Ursus arctos gobiensis) a barnamedve (Ursus arctos) egy alfaja, amely Mongóliában, a Góbi sivatag területén él.
Morfológiája alapján a tibeti barnamedvével (Ursus arctos pruinosus) egy alfajba sorolták. A legutóbbi filogenetikai elemzések inkább arra utalnak, hogy inkább a himalájai barnamedve (Ursus arctos isabellinus) reliktumállományát képviseli.

## Megjelenése és életmódja
A góbi medve a barnamedve többi alfajához képest kistermetű; a hímek súlya 96–138 kg, a nőstényeké pedig 51–78 kg.
Főleg gyökereket, bogyókat és más növényeket eszik, időnként a rágcsálókat és a gyíkokat se veti meg. Nincs bizonyíték arra, hogy nagyobb emlősökre vadászna.

## Természetvédelmi helyzete
A Mongol Vöröskönyv és a Londoni Zoológiai Társaság a góbi medvét súlyosan veszélyeztetettként tartja nyilván. Egész populációja 2009-ben csupán 30 egyedből állt, ráadásul elég nagy távolság választja el a többi barna medve populációtól, hogy lehetséges lenne reproduktív elszigeteltség. 1959-ben az alfaj védelmében betiltották vadászatát.
A góbi medve mintegy 23 619 kilométernyi területet népesít be Délnyugat-Mongóliában. Egyedszáma közel 60%-kal csökkent le a táplálék és a víz szűkössége miatt. Az éghajlatváltozás és a bányászat a két legfőbb fenyegetés az alfaj számára. Ha a sivatagok egyre forróbbak és szárazabbak lesznek, akkor a medvéknek nehéz lesz élelem- és vízforráshoz jutni. A bányászat ugyanolyan fontos, mint amennyire kárt okoz  a természetes környezetre.

### Genetikai sokféleség
Nagyon alacsony a genetikai sokfélesége, az összes barna medve alfaj közül az egyik valaha megfigyelt legalacsonyabb. A góbi medvééhez hasonlóan szegényes genetikai sokféleséggel rendelkező barna medve populációt eddig csak a Spanyolország és Franciaország határán fekvő Pireneusokban találtak.

## Fordítás
- Ez a szócikk részben vagy egészben  a   Gobi bear című angol Wikipédia-szócikk fordításán alapul.  Az eredeti cikk szerkesztőit annak laptörténete sorolja fel. Ez a jelzés csupán a megfogalmazás eredetét és a szerzői jogokat jelzi, nem szolgál a cikkben szereplő információk forrásmegjelöléseként.